# 윤기정 (작가)
윤기정(尹基鼎, 1903년 ~ 1955년 3월 1일)은 일제강점기와 조선민주주의인민공화국의 작가, 소설가, 평론가, 영화 제작자이다. 호는 효봉(曉峰)이며, 효봉산인(曉峰山人)이라는 필명도 사용했다.

## 생애
한성부 출신으로 보인학교에서 수학했다. 이 학교는 대한제국 군대 해산으로 해산된 군인들이 집결한 보인학회가 1908년에 설립한 애국계몽 계열의 사립 학교이다. 보인학교에 재학하면서 계몽운동에 뜻을 두게 되고, 임화와도 교유하였다.
10대 시절이던 1918년경부터 소설 습작을 시작하여, 1921년에 《조선일보》에 〈성탄의 추억〉을 발표하면서 소설가로 등단했다. 1922년에는 염군사에 가담하고 1924년에 서울청년회 소속으로 조선프롤레타리아예술가동맹 창립을 주도했다. 카프 중앙위원과 서기장을 역임하였다.
1927년 방준경과의 아나키즘 논쟁에서 한설야와 함께 볼셰비즘 편에 서면서, 카프를 소장파가 장악하는 데 일조하였다. 이 무렵 평론과 소설을 발표하고 순회강연 연사로도 활동하였다.
1930년에 카프의 조직 개편으로 영화부가 신설되었을 때 영화부 소속으로 활동하면서 영화계에도 입문했다. 윤기정은 좌파적 입장에서 대중선동 매체로서의 영화의 중요성을 일찍 인식한 인물로 꼽힌다. 영화 평론과 시나리오를 집필하고 문학잡지 《집단》도 창간하였다. 그러나 1933년 신건설사 사건으로 검거되어, 전향을 서약하고 풀려났다.
태평양 전쟁 종전 직후 미군정 지역에서 카프를 계승하는 조선프롤레타리아문학동맹을 결성하는 등 좌익 활동을 벌이다가 1946년에 월북하였다. 조선민주주의인민공화국에서 조소문화협회 서기장을 지냈다.

## 같이 보기
- 조선프롤레타리아예술가동맹

## 참고 자료
- 권영민 (2004년 2월 25일). 《한국현대문학대사전》. 서울: 서울대학교출판부. 213~215쪽쪽. ISBN 89-521-0461-7.